# Trish Halpin
 (juillet 2018).
Pour les articles homonymes, voir Halpin.
Trish Halpin est la rédactrice en chef de Marie Claire. Elle a reçu le prix de la British Society of Magazine Editors en 2003, 2005 et 2013.

## Vie privée
Halpin a étudié l'anglais et la communication à l'université de Brighton. C'est là qu'elle rencontre son mari photographe, avec qui elle a deux filles jumelles.

## Carrière
La carrière de Halpin commence à Construction News, puis elle part chez Screen International. À l'époque, elle n'a aucune intention de travailler dans le monde de la presse écrite.
Son premier travail de rédactrice concerne des petites annonces dans le monde de l'administration.
Elle devient ensuite rédactrice en chef de Red magazine, et assistante de rédaction de More! et New Woman. Chez More!, elle est embauchée par Marie O'Riordan, la rédactrice en chef qui la précède chez Marie Claire. Halpin gère la publication de l'édition britannique du magazine InStyle de 2006 à son départ chez Marie Claire en 2009 ; elle est remplacée par Eilidh MacAskill.
Elle devient rédactrice en chef de Marie Claire le 2 février 2009. C'est elle qui est aussi responsable du lancement du magazine semestriel Marie Claire Runway.

### Prix et récompenses
Elle reçoit trois fois le prix de "Rédactrice en chef de l'année" de la British Society of Magazine Editors, en 2003, 2005 et 2013,. En 2013, elle reçoit aussi le prix de la "Meilleure marque pour femmes à publication mensuelle ou plus rare".